# Бобокалонов, Шариф
Шари́ф Нигма́тович Бобокало́нов (тадж. Шариф Бобокалонов; 12 марта 1910, Самарканд, Российская империя, ныне Узбекистан — 1999) — таджикский композитор, дирижёр и педагог. Заслуженный деятель искусств Таджикской ССР (1961).

## Биография
В 1930—1933 годах учился в Самаркандском музыкальном институте на отделении народных инструментов. В 1946—1949 годах учился на композиторском отделении Национальной студии при Московской консерватории у Сергея Баласаняна (композиция). В 1934—1939 годах — музыкант при Музыкальном театре имени А. Лахути, в 1939—1946 годах — артист оркестра народных инструментов Таджикской филармонии, в 1949—1958 годах — дирижёр оркестра народных инструментов, с 1958 года — художественный руководитель ансамбля рубобисток Таджикской филармонии. Член КПСС в 1943—1991 годах.

## Сочинения
- опера «Кузнец Кова» (с Сергеем Баласаняном, по мотивам «Шахнаме» Фирдоуси, 1941, Сталинабад)
- музыкальное представление «Сайл» (с Михаилом Цветаевым, 1954, Сталинабад)
- вокально-танцевальная сюита «Молодость»
- «Марш победы» для оркестра таджикских народных инструментов
- танец «Роза» для оркестра таджикских народных инструментов
- пьеса для квартета таров «Горный танец»
- «Молодежная танцевальная сюита» для ансамбля рубобисток (1970)
- танец «Чупона» для фортепиано
- пьеса для виолончели (1950)
- пьеса для кушная

## Награды
- 1941 — Орден «Знак Почёта»[1]
- 1954 — Медаль «За трудовую доблесть»[2]
- 1961 — Заслуженный деятель искусств Таджикской ССР